# Lefkotopos
Lefkotopos (griechisch Λευκότοπος (m. sg.)) ist ein Dorf mit 311 Einwohnern in der griechischen Region Zentralmakedonien. Lefkotopos ist eine Ortschaft im Gemeindebezirk Achinos der Gemeinde Visaltia.
Das Dorf liegt etwa 35 km nördlich des Meeres (Strymonischer Golf) bzw. nördlich von Amphipolis und der parallel zur Küste verlaufenden Autobahn 2. Seine Entfernung von Serres ist 40 km, von Kavala 55 km und von Thessaloniki 90 km.
Die Einwohner von Lefkotopos sind zumeist Pontier oder Nachfahren pontischer Vertriebener, die infolge des im Jahr 1922 im Vertrag von Lausanne vereinbarten Bevölkerungsaustauschs, aus der Türkei nach Griechenland, deportiert wurden. Ihre alte Heimat, Pontos (Königreich), war ein Gebiet, das schon seit dem frühen Altertum griechisch war.
Ein Teil der Einwohner sind Bauern, ein anderer Teil siedelte ins Ausland (Westeuropa) bzw. in das benachbarte Thessaloniki, um.
In Lefkotopos werden Tabak, Gemüse, Erdnüsse, Heilkräuter, Olivenbäume, Feigenbäume und Mandel- und Walnussbäume, sowie andere Obstbaumarten, angebaut. Im Dorf sind auch drei moderne Olivenverarbeitungswerke in Betrieb, die einen großen Teil des Verarbeitungsbedarfs der Olivenerzeuger der Gegend abdecken.
Jährlich, am 28. August, dem Vorabend des Heiligentages Agios Ioannis Prodromos, der Enthauptung Johannes des Täufers, dem die neu erbaute Dorfkirche gewidmet ist, organisiert der Verein der in Thessaloniki lebenden Einwohner, eine Kulturveranstaltung mit pontischen Tänzen und pontischer Lyramusik.